# Majengo (Shinyanga)
Majengo è una circoscrizione mista (mixed ward) della Tanzania situata nel distretto urbano di Kahama, regione di Shinyanga. Conta una popolazione di 15 917 abitanti (censimento 2012).